# Astrolabium

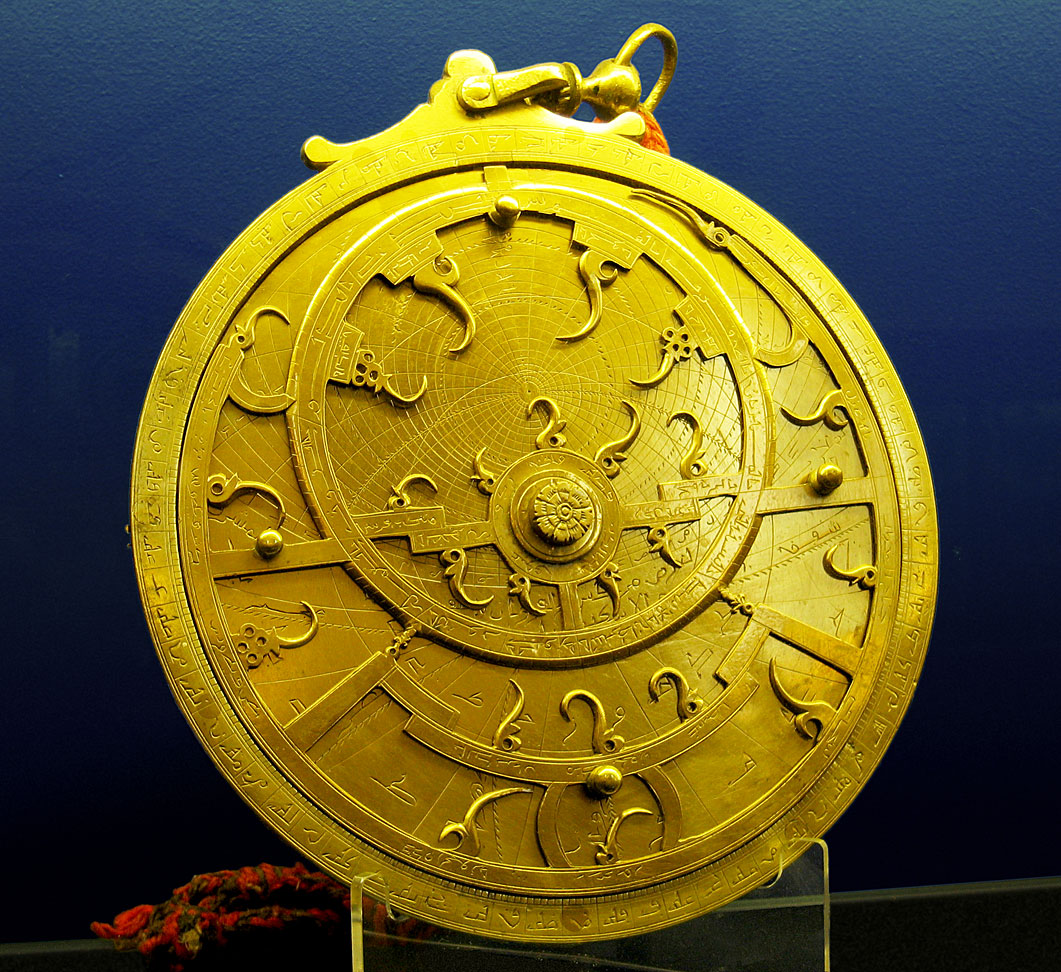
XVIII-wieczne perskie astrolabium

Astrolabium (gr. ἁστρολάβον, astrolabon 'chwytający gwiazdy') – prosty pomiarowy przeziernikowy przyrząd astronomiczny używany w nawigacji do początku XVIII wieku, służący do wyznaczania położenia ciał niebieskich nad horyzontem, poprzednik sekstantu. Nazwy astrolabium używa się również w odniesieniu do współczesnego instrumentu astrometrycznego (astrolabium pryzmatyczne), wynalezionego przez francuskiego astronoma André Danjona.
Wynalezienie astrolabium przypisuje się Hypatii, filozofce i matematyczce greckiej żyjącej w IV wieku naszej ery lub też Hipparchowi, greckiemu matematykowi, geografowi i astronomowi żyjącemu w II wieku p.n.e. To urządzenie służyło żeglarzom do określania szerokości geograficznej, a także do pomiaru czasu.
Podstawową częścią astrolabium była mosiężna płyta, na której wyryto linie wysokości ciała niebieskiego nad horyzontem, linie azymutu i koła godzinne. Przez środek płyty przechodziła linia oznaczająca północny biegun nieba.
W innej wersji astrolabium składało się z okrągłej płyty z brązu lub cyny z ruchomą, zamocowaną w jej środku wskazówką zaopatrzoną na obu końcach w przezierniki. Po ustawieniu płyty w pozycji pionowej i po ustawieniu wskazówki na wybrane ciało niebieskie, odczytywano kąt na podziałce widocznej na górnej ćwiartce płyty.
Na płycie podstawowej była umocowana druga, obrotowa ażurowa płyta, zwana rete, której ostro zakończone wskaźniki określały położenia jasnych gwiazd. W rete było umieszczone niecentrycznie ażurowe koło ekliptyki.
Astrolabium używał m.in. Mikołaj Kopernik. Jako pierwsi stosowali je żeglarze arabscy od VIII wieku. W Europie pojawiło się dopiero w XIV wieku, a szerokie zastosowanie znalazło w XV wieku. Dopiero wynalezienie w XVIII wieku sekstantu i chronometru pozwoliło Europejczykom zrewolucjonizować nawigację i otworzyć całkiem nowy rozdział w żegludze światowej.